# Leptoglyphus
Leptoglyphus – rodzaj chrząszcza z rodziny wydolakowatych.
Chrząszcze te mają wierzch ciała bez łusek. Ich czułki są dziewięcioczłonowe, a ich ostatni człon jest duży, owalny i niewyraźnie podzielony na dwa. Przedplecze zwykle jest w obrysie sześciokątne, a u jego nasady znajdują się niewielkie wgłębienia. Na powierzchni przedplecza brak podłużnych żeberek. Biodra odnóży przedniej i środkowej pary nie są tak szeroko rozdzielone wyrostkiem przedpiersia jak u rodzaju Dastrarcus.
Należą tu gatunki:
- Leptoglyphus cristatus Sharp, 1885
- Leptoglyphus feoe Grouvelle, 1896
- Leptoglyphus foveifrons Grouvelle, 1908
- Leptoglyphus orientalis Grouvelle, 1906
- Leptoglyphus vittatus Sharp, 1885